# Pasto (langue)
Le pasto est une langue amérindienne, de la famille des langues barbacoanes parlée dans les régions frontalières de l'Équateur et de la Colombie, à l'époque de la colonisation espagnole.

## Extension géographique
La langue était parlée, en Équateur dans la province actuelle de Carchi, et en Colombie dans le département de Nariño, où l'on trouve la ville de San Juan de Pasto.

## Histoire de la langue
La langue est éteinte depuis longtemps. Les descendants des Pastos sont aujourd'hui hispanophones.
La langue est très peu documentée. L'étude de la toponymie montre des terminaisons en -quer, comme dans Mayasquer, ou -es, comme dans Ipiales ou Túquerres. Il existe un vocabulaire du dialecte de Muellamués, parlé dans le département de Nariño, recueilli au XIXe siècle.

## Classification
Le pasto est généralement considéré comme une langue barbacoane, proche de sa voisine, l'awa pit.